# Zakład Religioznawstwa i Filozofii Dawnej UMCS
Zakład Religioznawstwa i Filozofii Dawnej UMCS – jeden z siedmiu zakładów, funkcjonujących w Instytucie Filozofii na Wydziale Filozofii i Socjologii Uniwersytetu Marii Curie-Skłodowskiej w Lublinie. Adres jednostki, to pl. Marii Curie-Skłodowskiej 4/309, 20-031 Lublin.

## Historia
W 1987 doc. dr hab. Tadeusz Margul utworzył Pracownię Religioznawstwa i Filozofii Wschodu w strukturze Międzyuczelnianego Instytutu Filozofii i Socjologii (obecnie Wydział Filozofii i Socjologii) w Lublinie. W ramach działalności pracowni prowadzono wówczas Podyplomowe Studium Religioznawstwa, które należało do pierwszych w kraju (pierwsze było utworzone w 1972 Podyplomowe Studium Filozoficzno-Religioznawcze na Wydziale Filozoficznym Uniwersytetu Jagiellońskiego). Trzy lata po otrzymaniu tytułu naukowego profesora, dotychczasowy kierownik pracowni, Tadeusz Margul, przeszedł na emeryturę, w 1993. W latach 1993–2000 funkcję kierownika pełnił prof. Stanisław Jedynak. W 2000 pracownia została przekwalifikowana na zakład. W tym samym roku funkcję kierownika objął prof. nadzw. dr hab. Krzysztof Kosior, który kieruje zakładem do dzisiaj. W zakładzie wypromowano 15 doktorów. W latach 2000–2018 zakład funkcjonował pod nazwą Zakładu Religioznawstwa i Filozofii Wschodu. W dniu 12 lipca 2018 roku przyjął obecną nazwę.

## Zakres prowadzonych badań
Pracownicy zakładu prowadzą badania w zakresie filozofii religii, historii filozofii starożytnej i średniowiecznej, historii logiki, oraz historii religii Wschodu: indyjskich i chińskich. W szczególności zajmują się: soteriologią i ontologią buddyzmu, klasyczną myślą chińską oraz filozofią hinduizmu i neohinduizmu. Pracownicy zakładu są autorami licznych publikacji z tych dziedzin i prowadzą rozległą działalność wykładową. Zakład blisko współpracuje z placówkami UJ, tj. Katedrą Bliskiego i Dalekiego Wschodu z Instytutu Studiów Regionalnych, Zakładem Filozofii Wschodu z Instytutu Filozofii, Katedrą Porównawczych Studiów Cywilizacji oraz Instytutem Religioznawstwa, a także z Zakładem Krajów Pozaeuropejejskich PAN i Instytutem Orientalistycznym UW.